# カンクリ
カンクリ（Qangli）は、12世紀から13世紀ごろカザフステップに存在したテュルク系の遊牧民族。ホラズム・シャー朝において強い勢力を持ち、モンゴル帝国によって征服された。『金史』『元史』などの中国史料では康里と表記される。元朝期にはいわゆる色目人として有力者を輩出した。

## 名前の由来
Qangliとはテュルク語で「二輪の車」を意味する。

## 起源
『集史』部族篇には、オグズ族の分派としてウイグル、キプチャク、カルルク、カラジ、アガチェリとともにその名が記されている。
名称やその由来に類似点がある弓月族や高車族との関係が考えられるが、これについては議論がある。村上正二によると、むしろキプチャク族の分派かエメク(Ämäk)族などから分岐したものかもしれないとする。

## ホラズム・シャー朝との関係
カンクリ族の一部族であるバヤウト部族のジンクシ・カンの娘テルケン・ハートゥーンがホラズム・シャー朝のスルターンであるアラーウッディーン・テキシュと結婚して以来、その親族である多くのカンクリ族の首領たちはホラズム領内に住むようになり、ホラズムのスルターンに仕えるようになった。テルケン・ハートゥーンの信任やその他のカンクリ兵の功績により、カンクリの首領たちはホラズム諸将のなかでも最高位に進められ、ホラズム国内において強い権力を振るうことができた。テルケン・ハートゥーンは次のスルターンであるアラーウッディーン・ムハンマドの母でもあり、カンクリ族の将軍たちで組織された党派の指導者でもあったため、スルターンと同等の権力をもっていた。例えば、アラーウッディーン・ムハンマドとテルケン・ハートゥーンの両者から異なった命令が下った場合、その受命者はその日付が新しい方を採用したり、アラーウッディーン・ムハンマドが一州を獲得した場合はその大部分をテルケン・ハートゥーンにやらねばならなかった。また、テルケン・ハートゥーンは「フダーバンダ・ジャハーン（世界の君主）」という称号をもっていた。

## 居住地

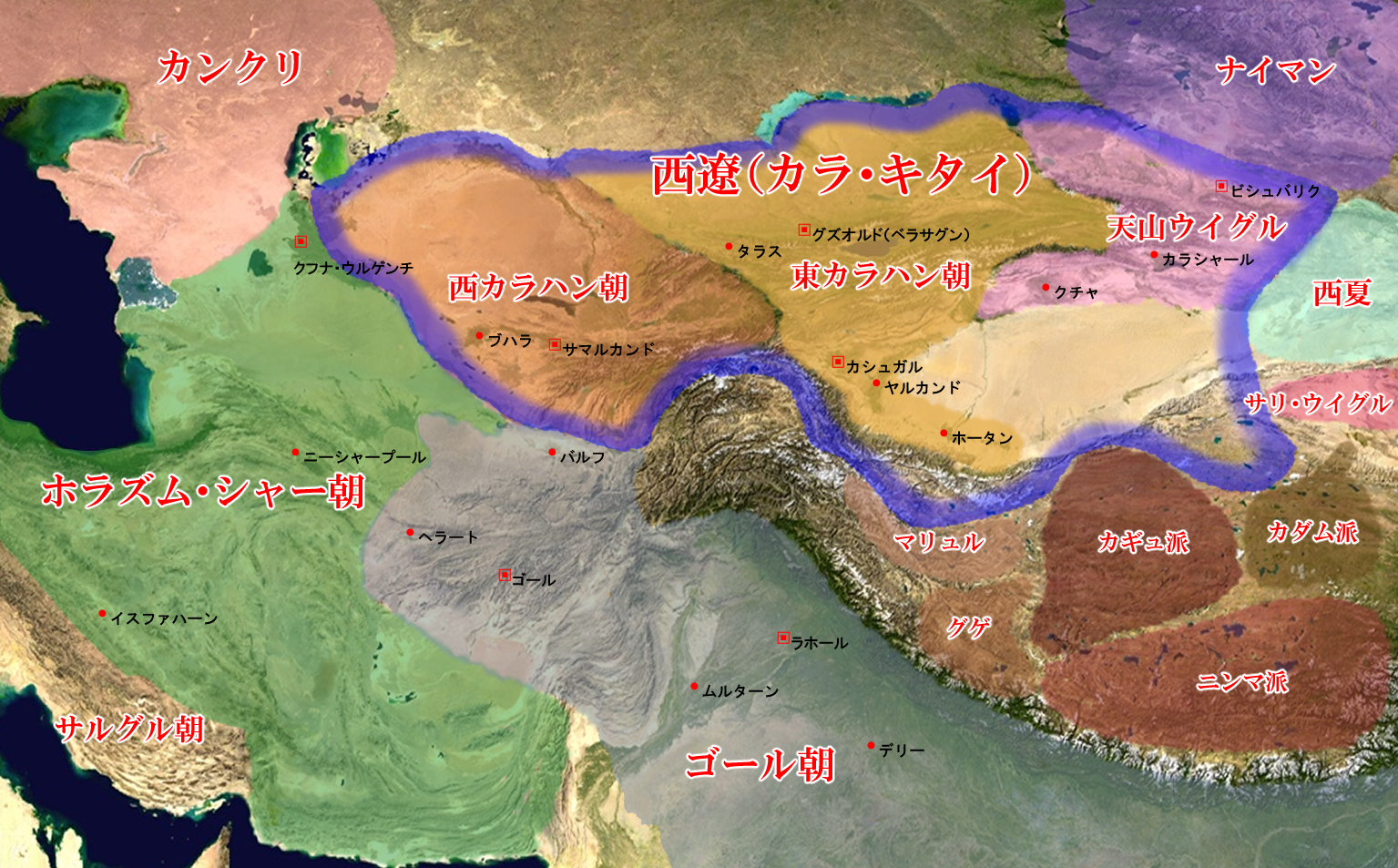
12世紀末の中央アジア

カンクリ族の居住地はホラズム湖（アラル海）の北、カスピ海の北東、ウラル川の東にあたる乾燥平原であり、その西隣にはキプチャク族がいた。

## 著名な人物
- イナルチュク - ホラズム・シャー朝オトラル長官
- テルケン・ハトゥン（英語版） - ホラズム・シャー朝スルターン、テキシュの妃
- アイ・ベク - モンゴル帝国の軍人
- イェスデル - モンゴル帝国および元の軍人
- ミンガン - モンゴル帝国および元の軍人
- オロス - モンゴル帝国および元の軍人
- ブクム - 元の政治家
- 康里巎巎（中国語版） - 元の文人、書家、ブクムの子
- ハマ（中国語版） - 元の政治家

## 参考資料
- ドーソン、佐口透『モンゴル帝国史』平凡社〈東洋文庫〉、1968年。ISBN 4582801102。 NCID BN01448196。
- 松田壽男「弓月に就いての考」『東洋学報』第18巻第4号、東洋文庫、1930年10月、NAID 120006515120。
- 白鳥庫吉「西域史上の新研究(1)」『東洋学報』第1巻第3号、東洋文庫、1911年10月、NAID 120006514707。
- 村上正二「モンゴル帝國成立以前における遊牧民諸部族について : ラシィード・ウッ・ディーンの「部族篇」をめぐって」『東洋史研究』第23巻第4号、東洋史研究會、1965年3月、478-507頁、doi:10.14989/152678、hdl:2433/152678、ISSN 0386-9059。